# Liberalizare economică
Liberalizarea economică (sau liberalismul economic) se refera la procesul de deschidere a piețelor și eliminarea barierelor comerciale și reglementărilor guvernamentale care îngrădesc concurența și libera circulație a bunurilor și serviciilor. Scopul acestui proces este de a stimula creșterea economică prin îmbunătățirea eficienței și a productivității, precum și prin atragerea investițiilor și a capitalului străin. 
În practică, liberalizarea economică poate include reforme în domenii precum comerțul, investițiile, proprietatea intelectuală, sectorul energiei sau serviciilor publice. Efectele acestui proces pot fi benefice pentru economie, dar pot avea și efecte negative, cum ar fi dezavantajarea unor sectoare sau grupuri sociale.
În ultimele decenii, țările cel mai bine dezvoltate economic au urmat acest proces de liberalizare cu țelul de a-și menține sau îmbunătăți competitivitatea ca medii de afaceri. Politicile de liberalizare includ privatizarea totală sau parțială a instituțiilor și bunurilor guvernamentale, îmbunătățirea flexibilității pieței muncii, scăderea ratelor de impozitare pentru întreprinderi, mai puține restricții în ceea ce privește capitalul intern și cel străin de pe piețele deschise etc. 
Pentru a sprijini procesul de liberalizare, fostul Prim Ministru al Marii Britanii Tony Blair, a scris că: „Succesul va fi a acelor companii și țări care se vor adapta rapid, se vor plânge mai puțin și vor fi deschise și dispuse schimbării. Datoria noilor guverne este de a se asigura că țările noastre pot face față acestei provocări”. 
În țările în curs de dezvoltare, liberalizarea economică se referă, mai degrabă, la deschiderea continuă a respectivelor economii către capitalul străin și investiții. Trei dintre țările cu economii în plină dezvoltare de astăzi -- Brazilia, China și India -- au înregistrat cele mai rapide creșteri economice din ultimii ani, în mare parte, datorită expunerii economiilor la capitalul străin.
Multe țări din zilele noastre, în mod special cele din lumea a treia, trebuie să se supună fără îndoială liberalizării pentru a se menține competitive în atragerea și reținerea atât a investițiilor interne, cât și a celor externe. Acesta este un factor ce nu le oferă niciun fel de alternativă.
Spre exemplu, în 1991, India nu a avut altă opțiune decât să implementeze reforme economice. În mod asemănător, în Filipine, propunerile litigioase pentru Reforma Constituțională includ modificarea prevederilor restrictive din punct de vedere economic ale Constituției din 1987.

## Sistemul economic autonom
Total opus economiei liberalizate este sistemul economic „autonom” al Coreei de Nord, închis comerțului extern și investițiilor (vezi autarhie). Totuși, Coreea de Nord nu este exclusă din economia globală, atât timp cât primește ajutor din partea altor țări în schimbul păcii și stabilirii unor restricții privind programul nuclear. Un alt exemplu pot fi țările bogate în petrol, precum Arabia Saudită sau Emiratele Arabe Unite, care nu văd o necesitate faptul de a-și deschide economia către capitalul străin și către investiții, din moment ce rezervele de petrol le asigură deja un câștig uriaș.
Adoptarea de reforme economice, în primul rând, și apoi revizuirea sau susținerea acestora, este o funcție ce implică anumiți factori, a căror prezență sau absență determină rezultatul. Sharma (2011) explică toți acești factori. Teoria acestuia este destul de generalizată și se aplică în țările în curs de dezvoltare care au implementat reforme economice în anii 1990.

## Politici de liberalizare
Politicile de liberalizare economică sunt seturi de măsuri și reforme adoptate de guverne pentru a promova o economie mai deschisă și mai liberă. Acestea pot include:
1. Deschiderea piețelor comerciale: Eliminarea barierelor comerciale, cum ar fi taxele vamale si restricțiile de import-export, care pot limita concurența și schimburile comerciale.
2. Reforme fiscale: Reducerea sau eliminarea impozitelor și a taxelor care pot obstrucționa activitatea economică.
3. De reglementare: Eliminarea regulilor și a reglementărilor guvernamentale care îngrădesc concurența și libertatea de afacere.
4. Stimularea investițiilor: Promovarea investițiilor străine prin oferirea unor facilități fiscale sau prin simplificarea procedurilor administrative.
5. Privatizarea serviciilor publice: Transferarea proprietății sau managementului serviciilor publice, cum ar fi energia, apa sau transportul, din proprietatea guvernului către sectorul privat.

Aceste măsuri pot avea un impact pozitiv asupra creșterii economice, dar pot avea și efecte negative, cum ar fi dezavantajarea unor sectoare sau grupuri sociale sau creșterea inegalitătii economice. Este important ca aceste politici sa fie implementate cu responsabilitate și să ia în considerare impactul lor asupra tuturor grupurilor sociale.

## Liberalizarea serviciilor în țările în curs de dezvoltare

### Potențiale beneficii
Sectorul de servicii este, probabil, cel mai liberalizat dintre toate. Liberalizarea oferă sectorului oportunitatea de a concura la nivel internațional, contribuind la creșterea PIB-ului și la efectuarea de schimburi valutare. Ca atare, exporturile de servicii joacă un rol important în formarea strategiilor de creștere a țărilor în curs de dezvoltare.
Serviciile IT din India intră în competiția la nivel global la fel ca multe companii care și-au externalizat anumite funcții administrative în țările în care costurile sunt mai mici. În plus, dacă furnizorii de servicii din țările în curs de dezvoltare economică nu sunt suficient de competitivi pentru a reuși pe piața mondială, companiile de peste mări își vor manifesta interesul spre a investi, aducând cele mai bune practici existente la nivel internațional, competențe sau tehnologii avansate.
Intrarea în țară a furnizorilor de servicii străini nu este neapărat o evoluție negativă, ba chiar poate duce la servicii de o mai bună calitate pentru consumatorii interni, poate îmbunătăți performanța și competitivitatea furnizorului de pe piața internă  și poate de asemenea să atragă pur și simplu ISD (Investiții străine directe, capital străin în țară). 
De fapt, unele cercetări sugerează o reducere cu 50% a barierelor comerțului cu servicii într-o perioadă de cinci-zece ani care va genera câștiguri la nivel global în ceea ce privește bunăstarea economică, de aprox. 250 de miliarde de dolari pe an.

### Posibile riscuri ale liberalizării  comerțului
Liberalizarea comerțului se expune unor riscuri substanțiale care necesită o gestionare economică atentă, printr-o reglementare adecvată de către guvern. Unii susțin că furnizorii străini îi înlătură pe cei interni și în loc să genereze oportunități de investiții și transfer de competențe, permit acționarilor să obțină profit. Așadar, este adesea susținut faptul că este nevoie de protecție pentru a oferi societăților naționale șansa de a se dezvolta înainte ca acestea să fie supuse concurenței internaționale. 
Acest punct de vedere este, de asemenea, încurajat de către antropologul Trouillot care susține că sistemul actual de piață nu este deloc o piață liberă ci mai degrabă unul privatizat (ex. piețele pot fi cumpărate). Alte posibile riscuri în urma a liberalizării, includ:
- Riscul instabilității sectorului financiar ca rezultat al contagiunii/contaminării la nivel global
- Riscul unui „exod de inteligență”
- Degradarea mediului înconjurător
- Creșterea fără precedent a datoriilor, din cauza scăderii veniturilor fiscale printre alte probleme economice (deseori legate de restructurarea FMI chiar dacă administrația statală din Kansas întâmpină această dificultate).
- O creștere sporită a inegalității între rase, etnii sau genuri. De exemplu, potrivit antropologului Lilu Abu - Lughod putem observa deja o creștere a inegalității de gen pe piața muncii, astfel că femeile pierd oportunități de muncă, care înainte de liberalizarea pieței predominau.

Cu toate acestea, cercetătorii unei corporații precum Overseas Development Institute susțin că riscurile sunt compensate de beneficiile corespunzătoare și că este nevoie doar de o reglementare atentă. Spre exemplu, există riscul ca furnizorii privați să înlăture cea mai profitabilă gamă de clienți și să înceteze în a servi anumite grupuri neprofitabile de consumatori sau zone geografice. Totuși, astfel de probleme ar putea fi abordate prin intermediul unei reglementări și prin obligațiunile serviciului universal, în contracte sau prin acordarea contractelor de licență, pentru a împiedica apariția unei astfel de situații. Desigur, există riscul ca această piedică la intrarea pe piață a unor societăți, să îi descurajeze pe competitorii internaționali (vezi Dereglementarea).
Exemplul unei astfel de abordări îl constituie Sectorul Financiar al Africii de Sud sau asistentele medicale din India care au promovat profesia de asistent medical în cadrul țării, ceea ce a condus la o creștere rapidă de cereri privind educația personalului medical auxiliar și a ofertelor de produse corespunzătoare.

## Exemple
- Liberalizarea economică pe regiuni
- Liberalizarea economică în India
- Liberalizarea economică în Botswana
- Liberalizarea economică în Myanmar
- Liberalizarea economică în Pakistan
- Efectele Liberalizării Economice privind educația în Tadjikistan
- Tigru Baltic (Estonia, Letonia, Lituania, c. 2000–prezent)
- Economia Cubei, începând din 1994 și accelerând sub conducerea președintelui Raúl Castro
- Expansiunea economică indoneziană, începând după Secesiunea Timorului de Est în 1999, odată cu începuturile Secolului 21.

### Exemple istorice
- Liberalizarea economică în perioada de după cel de al doilea Război Mondial
- Reforma economică chineză
- Perestroika (Uniunea Sovietică)
- Istoria economică a Braziliei în anii 1980 și 1990
- Miracolul din Chile  (reorientarea economică)

## Vezi și
- Bancă de dezvoltare multilaterală
- Fondul Monetar Internațional (FMI)
- Banca mondială (BM)
- Banca asiatică de Dezvoltare
- Noua Bancă de dezvoltare economică
- Capitalismul
- Liberalism economic
- Piața liberă
- Globalizarea
- Liberalizare
- Neoliberalismul
- Privatizare